# Parti vert de l'Alberta
Le Parti vert de l'Alberta (Green Party of Alberta ou Alberta Greens) est un parti politique écologiste actif au niveau provincial en Alberta (Canada) de 1986 à 2009. Il se distingue du Parti vert de l'Alberta créé deux ans plus tard et encore actif.
Le Parti vert est fondé en 1986 et est officiellement enregistré le 6 avril 1990. Le parti est affilié aux partis verts à travers le monde et avec le Parti vert du Canada qui évolue au niveau fédéral.
Le parti demeure marginal sur la scène politique albertaine. Lors de ses trois premières élections, il récolte moins de 0,3 % des voix. Toutefois, lors de la dernière élection provinciale, le parti a connu une poussée importante, multipliant son nombre de voix récoltant 4,58 % des voix. Il disparaît cependant l'année suivante, perdant son statut de parti officiel.

## Résultats électoraux
| Élection | # de candidats | # de candidats élus | # total de voix | % des voix |
| -------- | -------------- | ------------------- | --------------- | ---------- |
| 1993     | 11             | 0                   | 1 995           | 0,20 %     |
| 1997     | 7              | 0                   | 1 039           | 0,11 %     |
| 2001     | 10             | 0                   | 2 085           | 0,28 %     |
| 2004     | 49             | 0                   | 24 588          | 2,75 %     |
| 2008     | 79             | 0                   | 43 563          | 4,58 %     |